# Bunjakowski-Vermutung
Die Bunjakowski-Vermutung ist eine offene Vermutung der Zahlentheorie.
Es gibt zwar kein ganzzahliges Polynom in einer Variablen, das beim Einsetzen der natürlichen Zahlen nur Primzahlen erzeugt (Adrien-Marie Legendre). Man kann sich aber die Frage stellen, ob es solche gibt, die unendlich viele Primzahlen als Werte besitzen.
Wiktor Jakowlewitsch Bunjakowski gab 1857  drei notwendige Bedingungen an, die ein Polynom {\displaystyle f(x)}  von positivem Grad und mit ganzzahligen Koeffizienten haben muss, damit unter den Werten {\displaystyle f(n)} ({\displaystyle n\in \mathbb {N} }) unendlich viele Primzahlen sind:
1. der führende Koeffizient ist positiv.
2. das Polynom {\displaystyle f(x)} ist irreduzibel über den ganzen Zahlen.
3. die {\displaystyle f(n)} ({\displaystyle n\in \mathbb {N} }) sind relativ prim, das heißt, ihr größter gemeinsamer Teiler (ggT) ist 1.

Bunjakowski vermutete, dass die Bedingungen auch hinreichend sind, das heißt, jedes Polynom, das die drei Bedingungen erfüllt, hat unendliche viele Primzahlen als Werte.
Die Koeffizienten des Polynoms müssen relativ prim sein (ggT gleich 1), damit die Gleichung mehr als zwei nichttriviale Primzahl-Lösungen hat. Das folgt auch aus Bedingung 3. Ein Beispiel für ein Polynom, das Bedingung 1 und 2 erfüllt, aber nicht 3, ist {\displaystyle f(x)=x^{2}+x+2=x(x+1)+2}, das nur gerade Werte hat. Der einzige Primzahlwert ist {\displaystyle 2} für {\displaystyle x=0}. Wenn die Koeffizienten des Polynoms relativ prim sind (ggT gleich 1), heißt das aber nicht umgekehrt, dass Bedingung 3 gilt (wie dasselbe Beispiel zeigt).
Um herauszubekommen, ob die Bedingung 3 zutrifft, braucht man nur {\displaystyle m\neq n} zu finden, so dass {\displaystyle f(m)} und {\displaystyle f(n)} relativ prim sind. Dann können die {\displaystyle f(n)} keinen ggT {\displaystyle b\neq 1} haben, sonst wäre er auch gemeinsamer Teiler von {\displaystyle f(n)} und {\displaystyle f(m)}.
Zu den anderen einzelnen Bedingungen:
1. Wäre der führende Koeffizient negativ, wäre {\displaystyle f(n)<0} für genügend große {\displaystyle n} und damit keine Primzahl. Man kann die Bedingung weglassen, wenn man auch negative Primzahlen als Werte zulässt.
2. Wäre {\displaystyle f(n)=g(n)\cdot h(n)} für alle {\displaystyle n} (reduzibel), wobei {\displaystyle f(n),g(n)} ganzzahlige Polynome nicht identisch {\displaystyle \pm 1} sind, dann wäre {\displaystyle f(n)} zusammengesetzt für genügend große {\displaystyle n}. Denn es gibt nur endlich viele Lösungen von {\displaystyle g(n)=0}, {\displaystyle g(n)=\pm 1} und entsprechend für {\displaystyle h}.

Ein Beispiel für Polynome über den ganzen Zahlen, die die drei Bedingungen von Bunjakowski erfüllen, sind die Kreisteilungspolynome. Ein weiteres Beispiel ist {\displaystyle x^{2}+1} (dass dies unendlich viele Primzahlen liefert, vermutete Leonhard Euler und ist eines der Landau-Probleme und folgt auch aus der fünften Hardy-Littlewood-Vermutung).
Die Vermutung von Bunjakowski ist offen. Bewiesen ist sie nur im Fall von Polynomen 1. Grades {\displaystyle f(x)=ax+b} (Dirichletscher Primzahlsatz). Es gibt aber numerische Unterstützung für die Vermutung in den anderen Fällen.
Polynome mit den oben aufgezählten drei Eigenschaften und Grad größer 1 heißen auch Bunjakowski-Polynome. Es ist nicht bekannt, ob alle Bunjakowski-Polynome mindestens eine Primzahllösung haben.
Verschiedene Folgerungen aus der Bunjakowski-Vermutung und deren Verallgemeinerung auf Systeme mehrerer irreduzibler Polynome von Andrzej Schinzel und Wacław Sierpiński sind in einem Buch von Paulo Ribenboim dargestellt.